# Prima battaglia di Winchester
La prima battaglia di Winchester, combattuta il 25 maggio 1862, all'interno e intorno alla contea di Frederick e a Winchester in Virginia, fu una grande vittoria dell'esercito confederato al comando del maggior generale Thomas Jonathan Jackson nella campagna della valle dello Shenandoah durante la Guerra di secessione americana. Jackson circondò il fianco destro dell'esercito dell'Unione al comando del maggior generale Nathaniel P. Banks e lo inseguì mentre fuggiva nel Maryland attraverso il fiume Potomac. Il successo di Jackson nel raggiungere la concentrazione della forza all'inizio dei combattimenti gli consentì di assicurarsi una vittoria decisiva che gli era sfuggita nelle precedenti battaglie della campagna.

## Antefatto

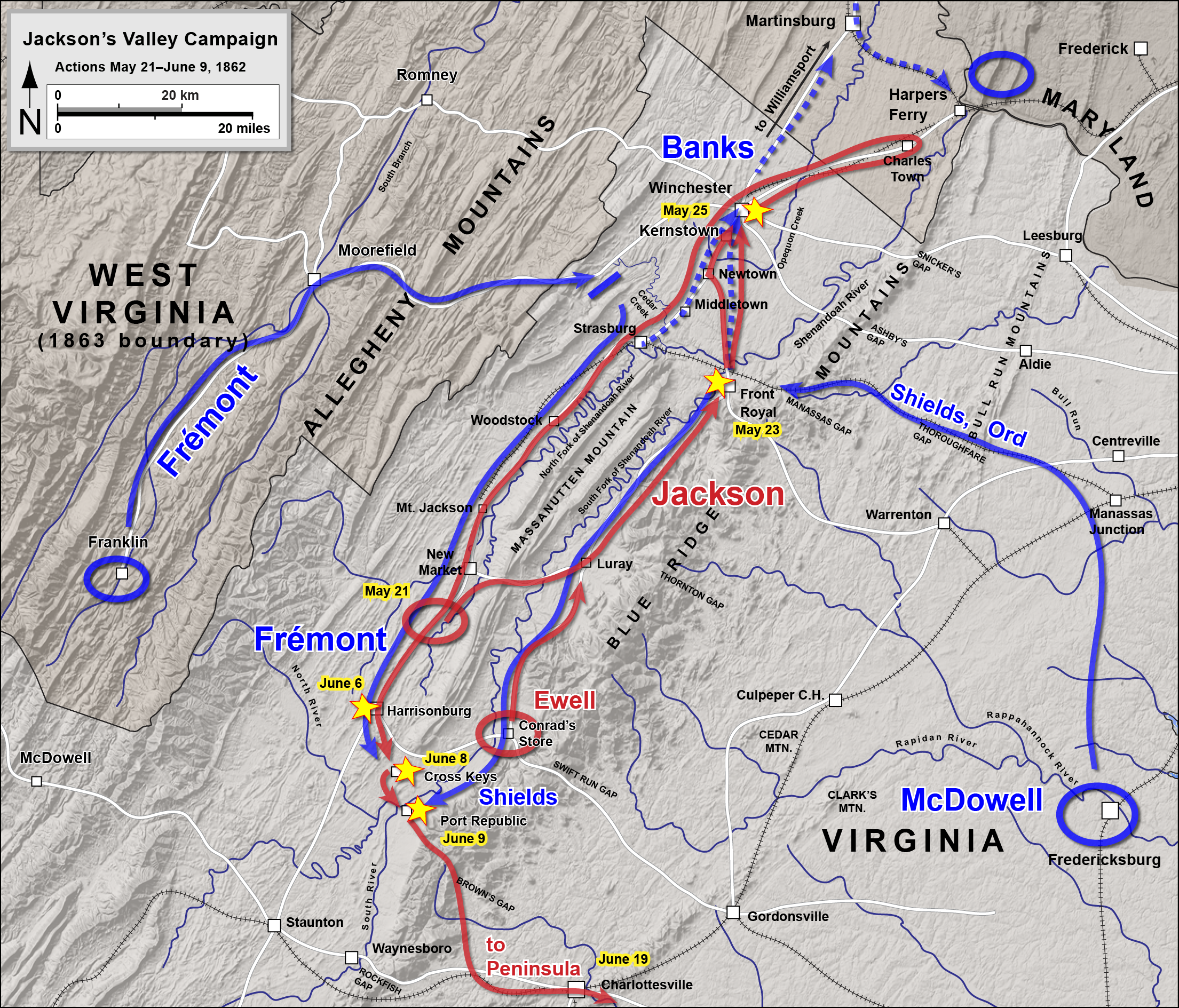
Campagna di Jackson's Valley: Front Royal a Port Republic.

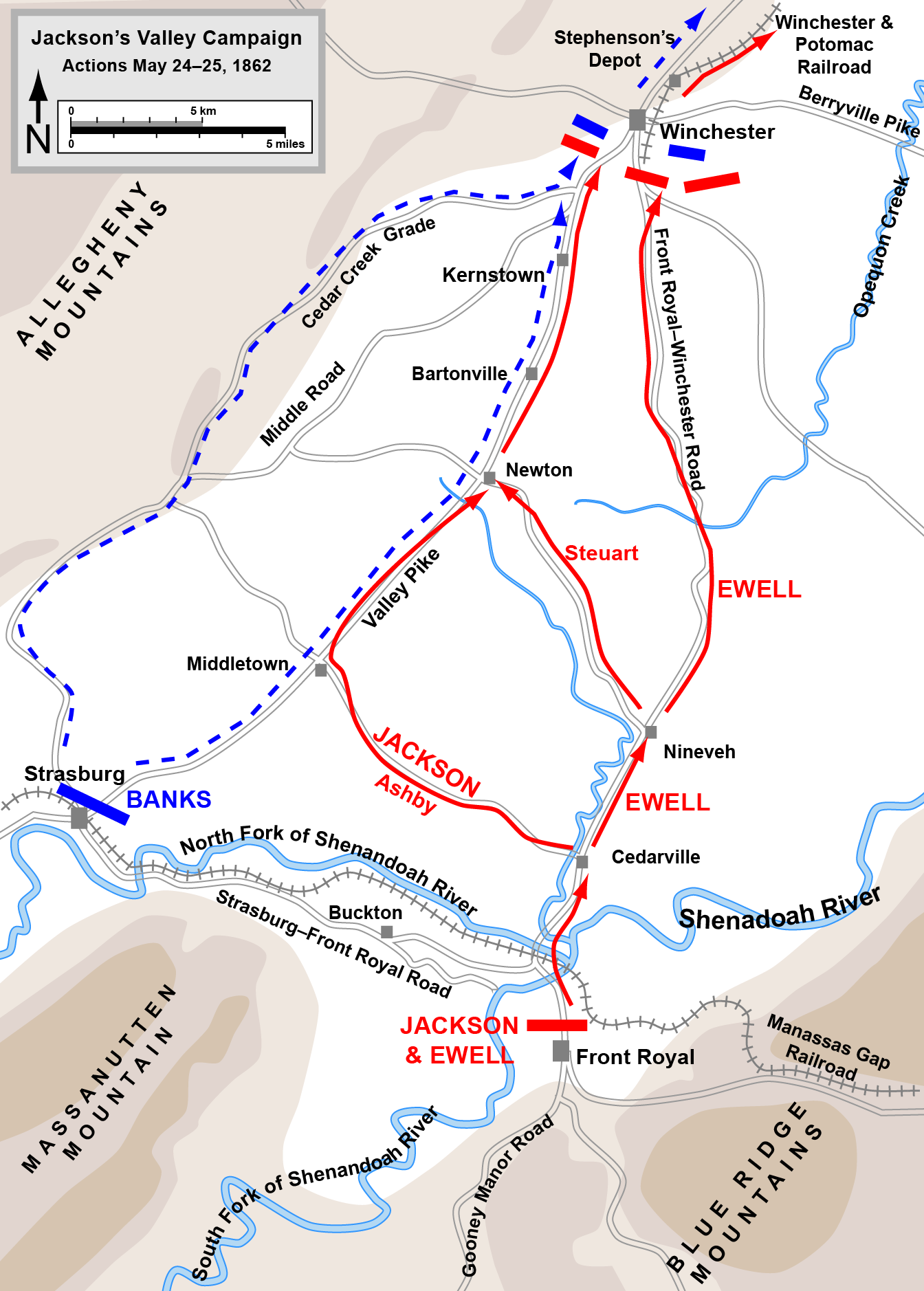
Azioni da Front Royal a First Winchester – 24-25 maggio 1862.

Il maggior generale Nathaniel P. Banks apprese il 24 maggio 1862 che i Confederati avevano catturato la sua guarnigione a Front Royal, Virginia, e si stavano avvicinando a Winchester, aggirando la sua posizione e ordinò una frettolosa ritirata lungo la Valle Pike da Strasburg. Le sue colonne furono attaccate a Middletown e di nuovo a Newtown (Stephens City) dalle forze convergenti di Jackson. I Confederati presero molti prigionieri dell'Unione e catturarono tanti carri e attrezzature militari. Jackson continuò l'inseguimento per la maggior parte della notte e concesse ai suoi soldati esausti solo poche ore di sonno prima dell'alba.
L'esercito schierato a Winchester per rallentare l'inseguimento confederato aveva due brigate di fanteria al comando dei colonnelli Dudley Donnelly e George Henry Gordon, una brigata mista di cavalleria comandata dal brigadier generale John P. Hatch e 16 cannoni. La brigata di Gordon fu piazzata contro l'Unione proprio su Bower's Hill con il fianco sinistro verso Valle Pike, supportata da una batteria di artiglieria. Il centro della linea (Camp Hill) era tenuto dalla cavalleria supportata da due cannoni. La brigata di Donnelly fu collocata in una mezzaluna a sinistra per coprire le strade del Front Royal e di Millwood con il resto dell'artiglieria. Alla prima luce la linea di schermaglia confederata avanzò in forza riportando i picchetti dell'Unione alla loro linea di battaglia principale.

## Forze opposte
Unione e Confederati.

## Battaglia

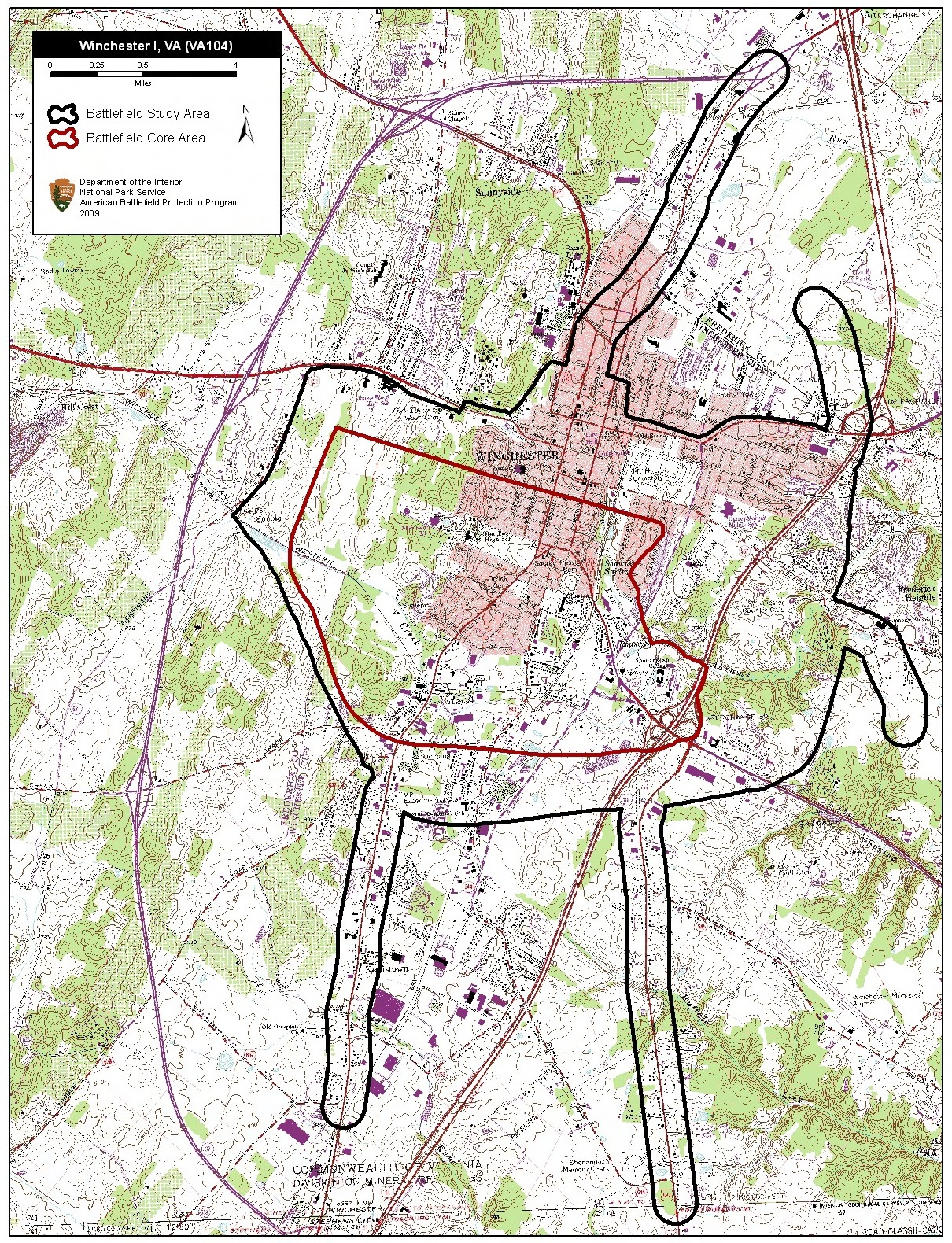
Mappa del centro del campo di battaglia di Winchester e delle aree di studio dell'American Battlefield Protection Program.

Durante la notte, l'avanzata della divisione del maggior generale Richard S. Ewell (quattro brigate) raggiunse Buffalo Lick. Jackson spostò tre delle brigate di Ewell a sinistra per partecipare all'avanzata sulla Valle Pike, lasciando Ewell con la sola brigata di Trimble e il reggimento del Maryland di Bradley Johnson. All'alba, schierò la brigata di Trimble a cavallo del Front Royal Pike e avanzò contro il fianco sinistro dell'Unione. I suoi principali reggimenti (in particolare il 21° North Carolina) subirono il fuoco pesante delle forze dell'Unione schierate dietro recinzioni di pietra e furono respinti. Le forze confederate raggrupparono e riposizionarono l'artiglieria. Ewell fece avanzare i reggimenti della brigata di Trimble, inviando reggimenti su entrambi i lati delle alture per infilare la posizione dell'Unione. Donnelly ritirò la sua brigata in una posizione più vicina alla città con il fianco destro ancorato a Camp Hill. Ewell tentò quindi un movimento sul fianco a destra oltre Millwood Road, ma in risposta agli ordini di Banks, Donnelly si ritirò attraverso la città.
In concomitanza con l'avanzata di Ewell sul Front Royal Pike, Jackson avanzò sulla Valle Pike all'alba in una fitta nebbia. Al comando di Jackson, la brigata di Winder spazzò una collina a sinistra di Pike, scacciando gli uomini dell'Unione che la tenevano. Jackson collocò rapidamente una sezione di artiglieria sulla collina per ingaggiare l'artiglieria dell'Unione su Bower's Hill a una distanza inferiore a 800 metri. I tiratori scelti dell'Unione lungo Abrams Creek iniziarono a uccidere i cannonieri. Jackson riposizionò il resto della sua artiglieria e ne seguì un duello con i cannoni dell'Unione a Bower's Hill.
Jackson riposizionò quindi le brigate di Fulkerson, Campbell ed Elzey per supportare Winder. Nonostante numerosi ufficiali fossero stati feriti, le forze di Jackson erano in buone condizioni e quasi pronte per un attacco. Schierò quindi la brigata della Louisiana del brigadier generale Richard Taylor (guidata dai Louisiana Tigers) rinforzata da due reggimenti della brigata di Fulkerson e sostenuta dalla brigata di Scott, a sinistra lungo l'Abrams Creek. Taylor marciò sotto il fuoco fino a una posizione che si sovrapponeva alla destra dell'Unione e poi attaccò Bower's Hill. L'assalto confederato si spostò irresistibilmente in avanti sulla cresta di fronte a una decisa resistenza. Con tre brigate nemiche nella sua parte anteriore e tre sul fianco destro, la brigata dell'Unione di Gordon cedette e i soldati dell'Unione iniziarono a indietreggiare verso la città.
Le forze dell'Unione si ritirarono per le strade di Winchester e a nord sulla Valle Pike fino a Martinsburg. Dopo essersi riposato a Martinsburg, il comando di Banks continuò a nord fino al fiume Potomac, attraversandolo a Williamsport. L'inseguimento confederato si rivelò letargico, poiché le truppe erano esauste per la marcia senza sosta della settimana precedente sotto il comando di Jackson. Tuttavia, molti prigionieri dell'Unione caddero nelle mani dei Confederati. La cavalleria del brigadier gen. Turner Ashby era stata decimata dalle azioni del 24 maggio e non inseguì finché Banks non ebbe raggiunto il fiume Potomac.

## Conseguenze
La prima battaglia di Winchester fu una vittoria importante nella campagna della Valle, sia tatticamente che strategicamente. I piani dell'Unione per la campagna peninsulare, un'offensiva contro Richmond, furono interrotti dall'audacia di Jackson e migliaia di rinforzi dell'Unione furono dirottati verso la Valle e la difesa di Washington